# Bełchatów (comune rurale)
Bełchatów è un comune rurale polacco del distretto di Bełchatów, nel voivodato di Łódź.
Ricopre una superficie di 179,89 km² e nel 2004 contava 8 960 abitanti.
Il capoluogo è Bełchatów, che non fa parte del territorio ma costituisce un comune a sé.